# 麥可·莫瑞爾
麥可·約瑟夫·莫瑞爾（英語：Michael Joseph Morell，1958年9月4日—），美國前職業情報分析師，於2010年至2013年間擔任中央情報局副局長，並兩次代理擔任局長，首次是在2011年，隨後是在2012年至2013年。此外，他還在喬治梅森大學沙爾政策與政府學院擔任教授。
作為中央情報局的分析師，他負責為喬治·沃克·布什總統編制總統每日簡報，包括九一一襲擊事件。在他的著作《我們時代的偉大戰爭》中，莫瑞爾為布希和歐巴馬政府使用無人機對抗可疑恐怖分子進行了辯護，並解釋了布希政府中央情報局使用強化審訊技術（被許多人稱為酷刑）的情況。
目前，他是華盛頓特區的顧問公司Beacon Global Strategies LLC的高級顧問兼全球主席，專注於地緣政治風險實踐。